# Regitze Sophie Vind
Regitze Sophie Vind (1660 – 10. april 1692 i København) var en dansk adelsdame, gift lensbaronesse Güldencrone og Juel.
Regitze Sophie var datter af vicekansler Holger Vind til Harrested og Margrethe Giedde (død 1706). 13 år gammel blev hun gift med lensbaron Vilhelm Güldencrone til baroniet Wilhelmsborg. Hun bestyrede godserne under sine børns mindreårighed. I 1682 lod han og hans hustru opsætte en altertavle i Mårslet Kirke med deres våbener. Altertavlen findes i dag i Den Gamle By i Aarhus. Hendes mand døde 1683, og hun oprettede i 1684 et såkaldt hospital, dvs. et asyl, "hvorudi årligen skal underholdes 10 fattige nødlidende Quindes-Personer" i Mårslet Sogn.
1686 ægtede hun baron Jens Juel til Juellinge og døde 10. april 1692. 
Hun er begravet i Vor Frue Kirke.